# 200 mètres féminin aux championnats du monde d'athlétisme 2011
Navigation
Berlin 2009 Moscou 2013
L'épreuve du 200 mètres féminin des championnats du monde de 2011 s'est déroulée les 2 et 3 septembre 2011 dans le Stade de Daegu en Corée du Sud. Elle est remportée par la Jamaïcaine Veronica Campbell-Brown.

## Critères de qualification
Pour se qualifier pour les Championnats (minima A), il fallait avoir réalisé moins de 23 s 00 entre le 1er octobre 2010 et  le 15 août 2011. Le minima B est de 23 s 30.

## Records et performances

### Records
Les records du 200 m femmes (mondial, des championnats et par continent) étaient avant les championnats 2011 les suivants.
| Record du monde          | Florence Griffith-Joyner | États-Unis         | 21 s 34 | Séoul, Corée du Sud                 | 29 septembre 1988 |
| Record des championnats  | Silke Gladisch-Möller    | Allemagne de l'Est | 21 s 74 | Rome, Italie                        | 3 septembre 1987  |
| Record d'Afrique         | Mary Onyali-Omagbemi     | Nigeria            | 22 s 07 | Zurich, Suisse                      | 14 août 1996      |
| Record d'Asie            | Li Xuemei                | Chine              | 22 s 01 | Shanghai, Chine                     | 22 octobre 1997   |
| Record des États-Unis    | Florence Griffith-Joyner | États-Unis         | 21 s 34 | Séoul, Corée du Sud                 | 29 septembre 1988 |
| Record d'Amérique du Sud | Lucimar de Moura         | Brésil             | 22 s 60 | Bogota, Colombie                    | 26 juin 1999      |
| Record d'Europe          | Marita Koch              | Allemagne de l'Est | 21 s 71 | Karl-Marx-Stadt, Allemagne de l'Est | 10 juin 1979      |
| Record d'Océanie         | Melinda Gainsford-Taylor | Australie          | 22 s 23 | Stuttgart, Allemagne                | 13 juillet 1997   |

### Meilleures performances de l'année 2011
Les dix athlètes les plus rapides de l'année sont, avant les championnats (au 14 août 2011), les suivants.
| 1  | Shalonda Solomon         | États-Unis | 22 s 15 | 26 juin 2011    |
| 2  | Carmelita Jeter          | États-Unis | 22 s 20 | 22 juillet 2011 |
| 3  | Kimberlyn Duncan         | États-Unis | 22 s 24 | 11 juin 2011    |
| 4  | Veronica Campbell-Brown  | Jamaïque   | 22 s 26 | 30 juillet 2011 |
| 5  | Jeneba Tarmoh            | États-Unis | 22 s 28 | 26 juin 2011    |
| 6  | Allyson Felix            | États-Unis | 22 s 32 | 22 juillet 2011 |
| 7  | Bianca Knight            | États-Unis | 22 s 35 | 26 juin 2011    |
| 8  | Ana Claudia Silva        | Brésil     | 22 s 48 | 6 août 2011     |
| 9  | Anastasiya Kapachinskaya | Russie     | 22 s 55 | 25 juin 2011    |
| 10 | Olesya Povh              | Ukraine    | 22 s 58 | 31 mai 2011     |

## Résultats

### Finale
| Rang               | Athlète                  | Pays    | Temps |
| ------------------ | ------------------------ | ------- | ----- |
| Médaille d'or      | Veronica Campbell-Brown  | 22 s 22 | SB    |
| Médaille d'argent  | Carmelita Jeter          | 22 s 37 |       |
| Médaille de bronze | Allyson Felix            | 22 s 42 |       |
| 4                  | Shalonda Solomon         | 22 s 61 |       |
| 5                  | Kerron Stewart           | 22 s 70 |       |
| 6                  | Debbie Ferguson-McKenzie | 22 s 96 |       |
| 7                  | Hrystyna Stuy            | 23 s 02 |       |
| 8                  | Sherone Simpson          | 23 s 17 |       |

### Demi-finales
Les deux premiers athlètes de chaque course (Q) plus les deux meilleurs temps (q) se qualifient pour la finale.
| Rang | Athlète           | Temps     |
| ---- | ----------------- | --------- |
| 1    | Carmelita Jeter   | 22 s 47 Q |
| 2    | Sherone Simpson   | 22 s 88 Q |
| 3    | Mariya Ryemyen    | 22 s 94   |
| 4    | Ana Claudia Silva | 22 s 97   |
| 5    | Myriam Soumaré    | 23 s 02   |
| 6    | Nivea Smith       | 23 s 06   |
| 7    | Nelkis Casabona   | 23 s 32   |
| 8    | Chisato Fukushima | 23 s 52   |

| Rang | Athlète                  | Temps          |
| ---- | ------------------------ | -------------- |
| 1    | Shalonda Solomon         | 22 s 46 Q      |
| 2    | Kerron Stewart           | 22 s 77 Q      |
| 3    | Hrystyna Stuy            | 22 s 79 q (PB) |
| 4    | Debbie Ferguson-McKenzie | 22 s 85 q      |
| 5    | Dafne Schippers          | 22 s 92        |
| 6    | Elizabeta Savlinis       | 23 s 04        |
| 7    | Anyika Onuora            | 23 s 08        |
| 8    | Allison Peter            | 23 s 56        |

| Rang | Athlète                 | Temps     |
| ---- | ----------------------- | --------- |
| 1    | Veronica Campbell-Brown | 22 s 53 Q |
| 2    | Allyson Felix           | 22 s 67 Q |
| 3    | Ivet Lalova             | 23 s 03   |
| 4    | Kai Selvon              | 23 s 11   |
| 5    | Yulia Gushchina         | 23 s 26   |
| 6    | Janelle Redhead         | 23 s 57   |
| 7    | Anthonique Strachan     | 23 s 85   |
|      | Elyzaveta Bryzgina      | DNF       |

### Séries
Les quatre premiers de chaque séries (Q) plus les 4 meilleurs temps (q) se qualifient pour les demi-finales.
| Rang | Athlète              | Temps          |
| ---- | -------------------- | -------------- |
| 1    | Myriam Soumaré       | 22 s 71 (SB) Q |
| 2    | Kerron Stewart       | 22 s 83 Q      |
| 3    | Yulia Gushchina      | 22 s 88 (SB) Q |
| 4    | Nivea Smith          | 23 s 09 Q      |
| 5    | Chisato Fukushima    | 23 s 25 q      |
| 6    | Jeneba Tarmoh        | 23 s 60        |
| 7    | Seyha Chan           | 26 s 34 (PB)   |
|      | Ramona van der Vloot | DNS            |

| Rang | Athlète            | Temps        |
| ---- | ------------------ | ------------ |
| 1    | Carmelita Jeter    | 22 s 68 Q    |
| 2    | Sherone Simpson    | 22 s 94 Q    |
| 3    | Elizabeta Savlinis | 23 s 09 Q    |
| 4    | Elyzaveta Bryzgina | 23 s 70 Q    |
| 5    | Vanda Gomes        | 23 s 70      |
| 6    | Viktoriya Zyabkina | 24 s 09      |
| 7    | Mary Jane Vincent  | 25 s 20 (SB) |
|      | Blessing Okagbare  | DNS          |

| Rang | Athlète           | Temps          |
| ---- | ----------------- | -------------- |
| 1    | Dafne Schippers   | 22 s 69 (PB) Q |
| 2    | Allyson Felix     | 22 s 71 Q      |
| 3    | Ana Claudia Silva | 22 s 96 Q      |
| 4    | Janelle Redhead   | 23 s 11 Q      |
| 5    | Allison Peter     | 23 s 17 q      |
| 6    | Endurance Abinuwa | 23 s 53        |
| 7    | Phumlile Ndzinisa | 24 s 15 (PB)   |
| 8    | Afa Ismail        | 26 s 48        |

| Rang | Athlète                      | Temps          |
| ---- | ---------------------------- | -------------- |
| 1    | Shalonda Solomon             | 22 s 69 Q      |
| 2    | Mariya Ryemyen               | 22 s 77 Q      |
| 3    | Kai Selvon                   | 22 s 89 (PB) Q |
| 4    | Anthonique Strachan          | 23 s 20 Q      |
| 5    | Nelkis Casabona              | 23 s 21 q      |
| 6    | Anna Kiełbasińska            | 23 s 34        |
| 7    | Kimberly Hyacinthe           | 23 s 83        |
| 8    | Hinikissia Albertine Ndikert | 24 s 81 (PB)   |

| \| Rang \| Athlète \| Temps \| \| ---- \| ------------------------ \| -------------- \| \| 1 \| Veronica Campbell-Brown \| 22 s 46 Q \| \| 2 \| Ivet Lalova \| 22 s 62 (SB) Q \| \| 3 \| Debbie Ferguson-McKenzie \| 22 s 86 Q \| \| 4 \| Hrystyna Stuy \| 22 s 92 (PB) Q \| \| 5 \| Anyika Onuora \| 22 s 93 (PB) q \| \| 6 \| Moa Hjelmer \| 23 s 31 \| \| 7 \| Maryam Toosi \| 24 s 17 \| \| 8 \| Fanny Shonobi \| 25 s 55 (SB) \| |                          |                |
| Rang | Athlète                  | Temps          |
| 1 | Veronica Campbell-Brown  | 22 s 46 Q      |
| 2 | Ivet Lalova              | 22 s 62 (SB) Q |
| 3 | Debbie Ferguson-McKenzie | 22 s 86 Q      |
| 4 | Hrystyna Stuy            | 22 s 92 (PB) Q |
| 5 | Anyika Onuora            | 22 s 93 (PB) q |
| 6 | Moa Hjelmer              | 23 s 31        |
| 7 | Maryam Toosi             | 24 s 17        |
| 8 | Fanny Shonobi            | 25 s 55 (SB)   |

## Légende
Records et Performances
- AR : Record continental (area record)
- CR : Record des championnats (championship record)
- MR : Record du meeting (meet record)
- NR : Record national (national record)
- OR : Record olympique (olympic record)
- PR : Record paralympique (paralympic record)
- PB : Record personnel (personal best)
- SB : Meilleure performance personnelle de la saison (season's best)
- WL : Meilleure performance mondiale de l'année (world leader)
- WJR : Record du monde junior (world junior record)
- WR : Record du monde (world record)

Circonstances et Conditions
- DNF : N'a pas terminé (did not finish)
- DNS : N'a pas pris le départ (did not start)
- DQ : Disqualification (disqualification)
- NM : Aucun essai valable enregistré (No Mark)
- Q : Qualifié « directement » au prochain tour (ou à la prochaine compétition), lors d'une compétition majeure, grâce au classement ou à la réalisation des minima (automatic qualifier)
- q : Qualifié au prochain tour (ou à la prochaine compétition), lors d'une compétition majeure, grâce au repêchage ou à la réalisation de l'une des meilleures performances parmi celles des « non qualifiés directement » (grâce au meilleur temps ou à la meilleure distance par exemple) (secondary qualifier)